# Milovany
Milovany (německy Milbes) je zaniklá německá obec, která se nacházela na náhorní plošině ve výšce 530 m n. m. na březích Milovanského potoka (Molkenbach) u silnice z Města Libavá do Potštátu a silnice do Čermné. Milovany jsou situovány ve vojenském újezdu Libavá v Oderských vrších (subprovincie pohoří Nízký Jeseník) v okrese Olomouc v Olomouckém kraji. Protože se Milovany nacházejí ve vojenském prostoru, jsou veřejnosti většinou nepřístupné.

## Historie
Milovany vznikly asi kolem roku 1300 a z roku 1394 pochází první písemná zpráva o Milovanech pod tehdejším názvem Milbans v potštátském panství. Ve vesnici, uprostřed hřbitova byl kamenný barokní farní kostel svaté Kateřiny postavený v roce 1730 na místě dřívějšího dřevěného kostela (písemně zmiňovaného již v roce 1406). Obec měla školu (od roku 1779) do které docházely také děti z dnes již zaniklé vesnice Zigartice a také některé úřady, záložny, dva hostince, četnickou stanici, obchody, dobrovolnické spolky aj. Součástí Milovan byly i zaniklé samoty Dvorecký Mlýn (Hofermühle) u Plazského potoka a Františkov (Franzeshof), což byla hájovna potštátského velkostatku hraběte Desfours – Walderode. Dne 7. července 1944 havaroval východně od vesnice v polích sestřelený americký bombardér B-24H Liberátor, jehož 5 amerických letců bylo pohřbeno na místním hřbitově. Obec zanikla s vystěhováním německého obyvatelstva v roce 1946 a vznikem vojenského prostoru v následujících letech. Poslední domy byly zbourány v 60. letech 20. století. Dnes lze najít v Milovanech jen ruiny budov a památník obce, který vybudovali na své náklady původní němečtí rodáci v roce 1993.
Mezi Milovany a vrchem U spáleného se nachází vojenské cvičiště.

## Galerie

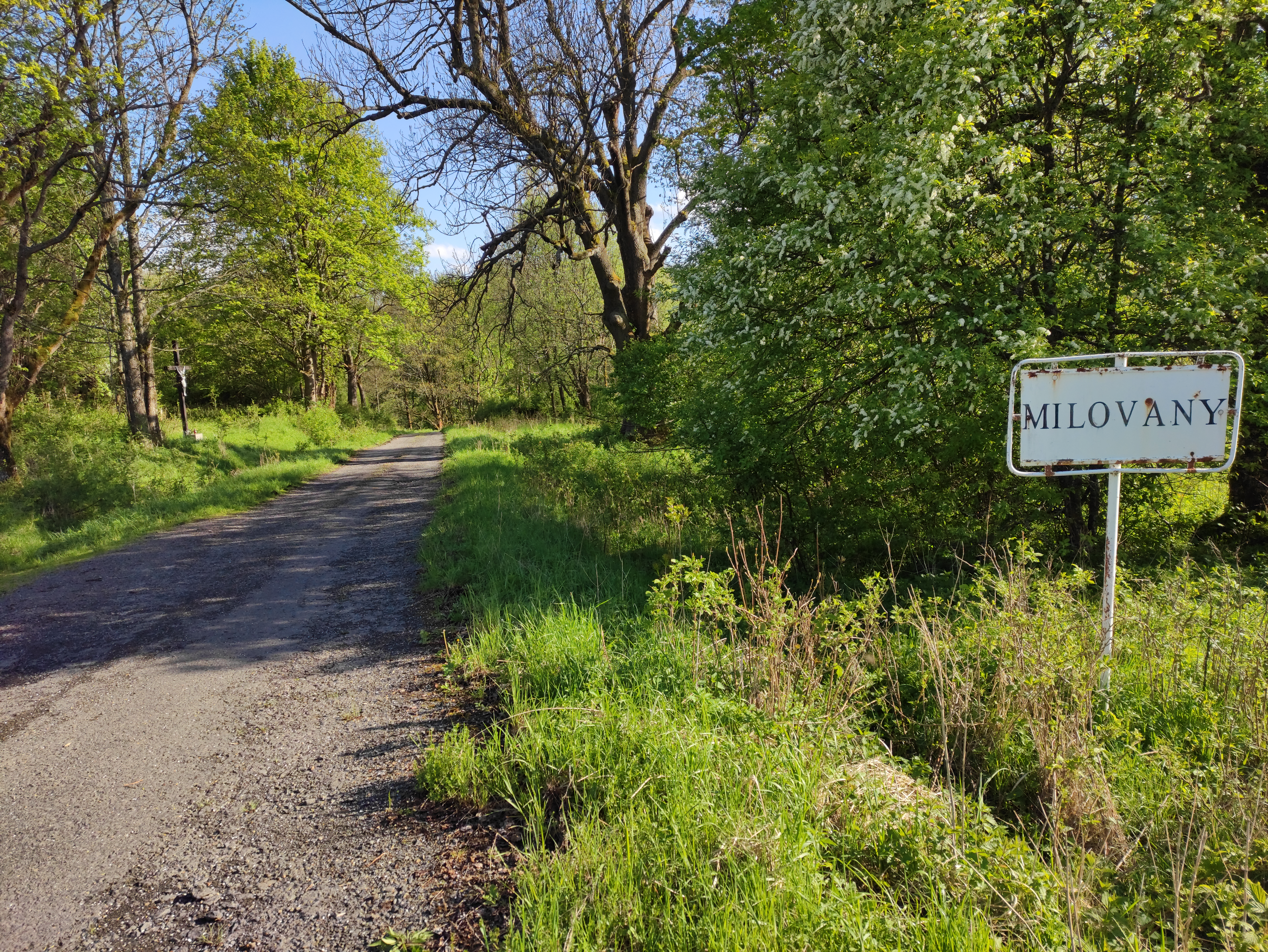
Milovany
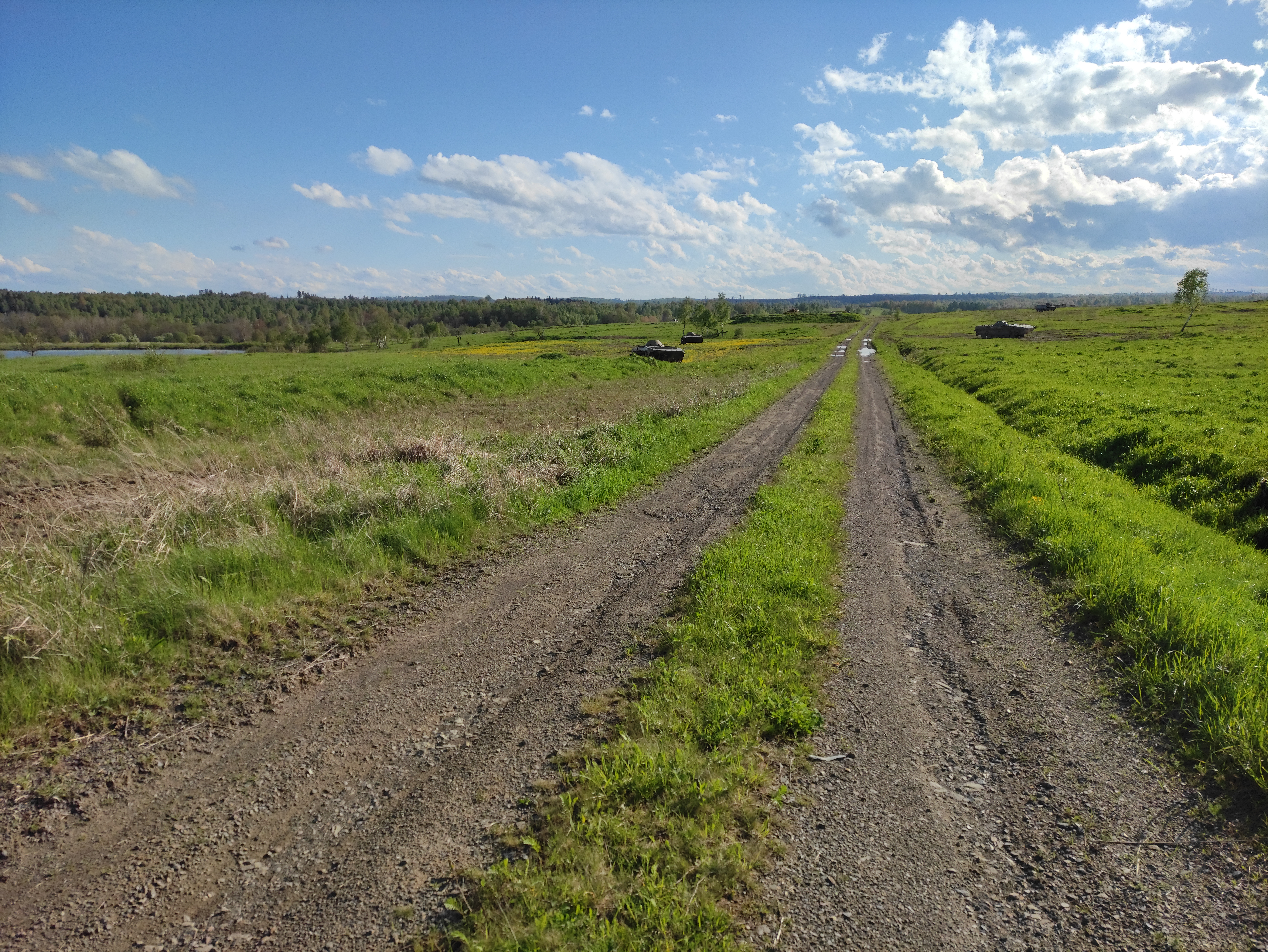
Vojenské cvičiště u Milovan
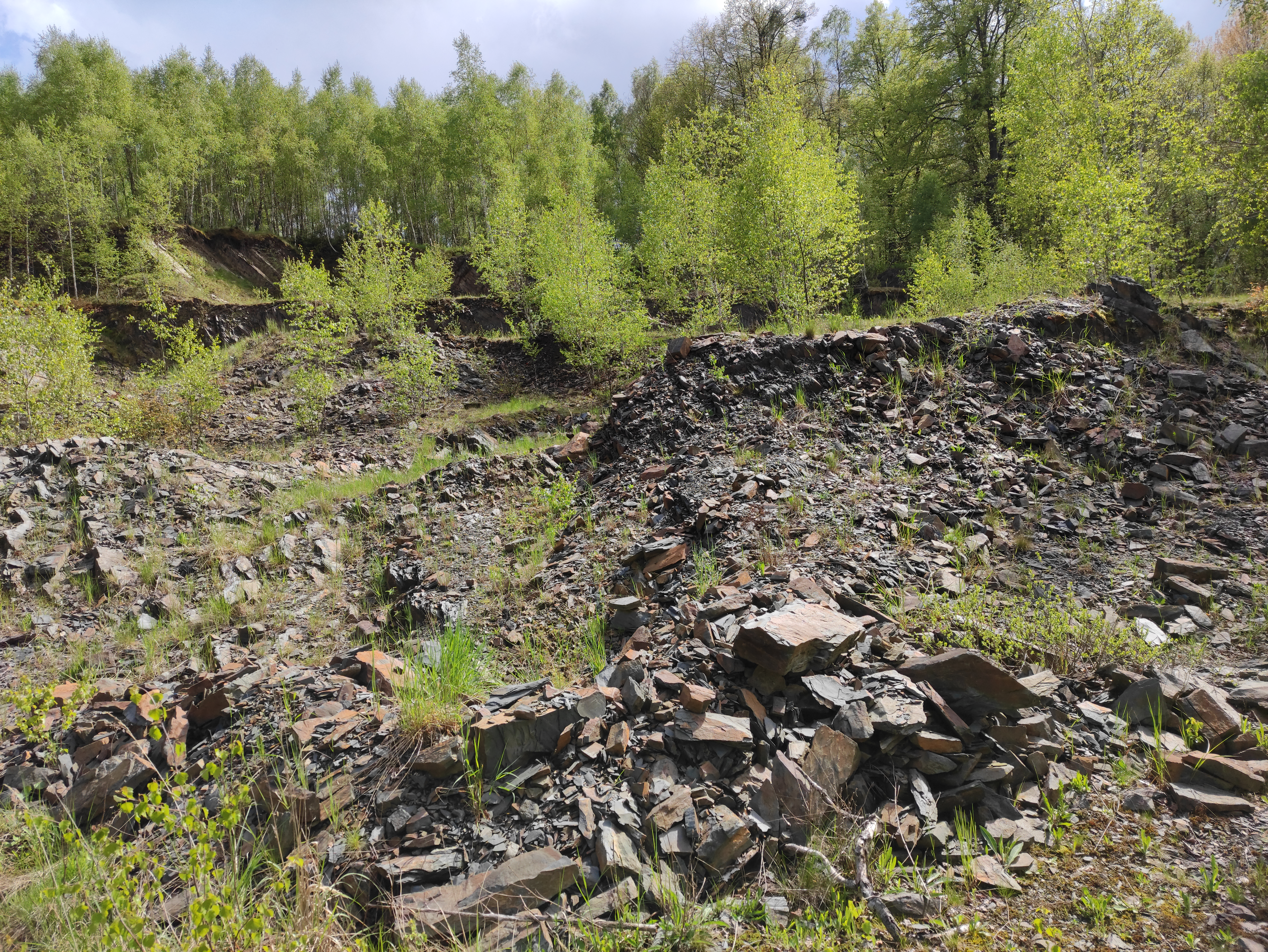
Lom u Milovan
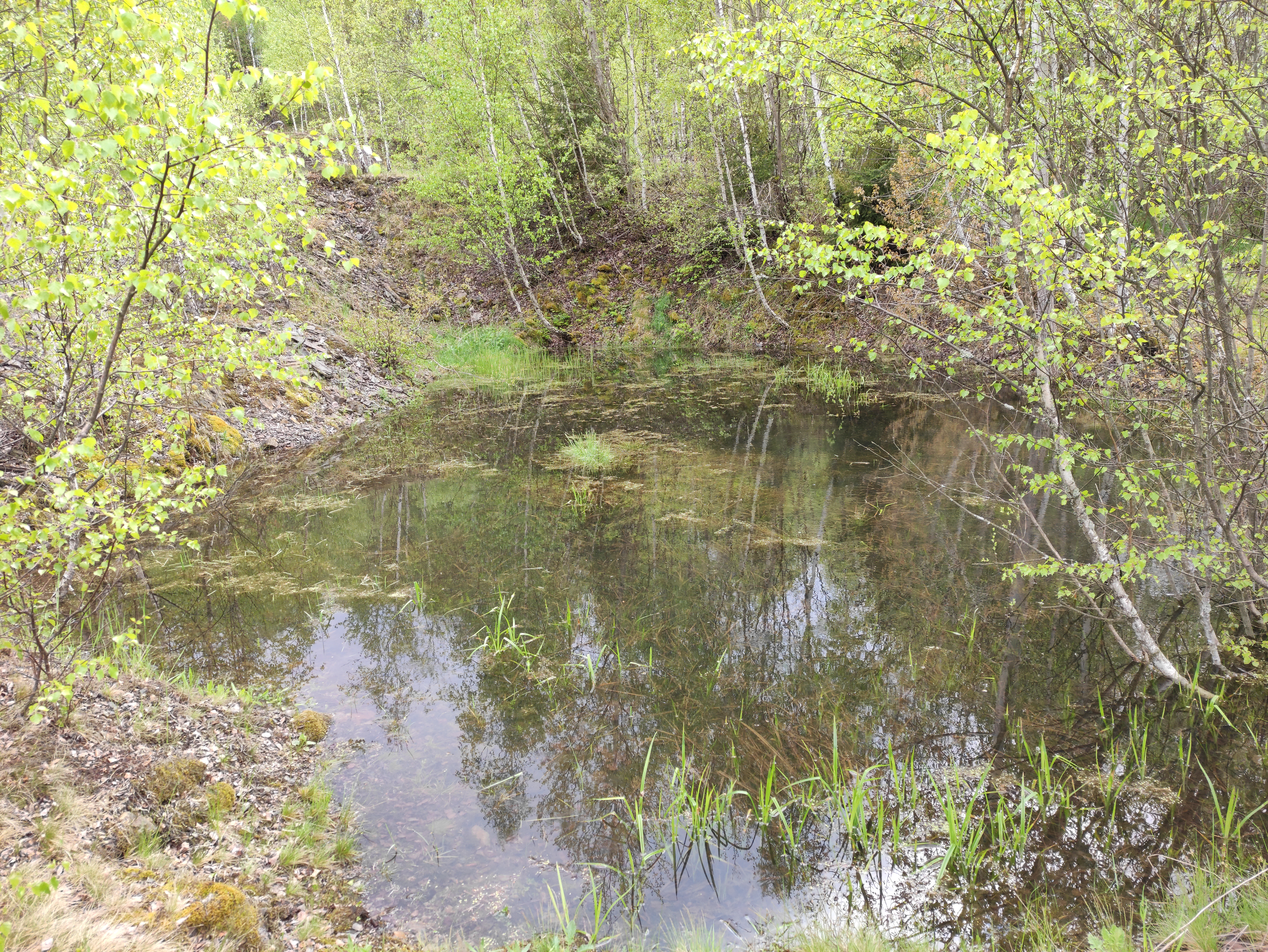
Lom u Milovan
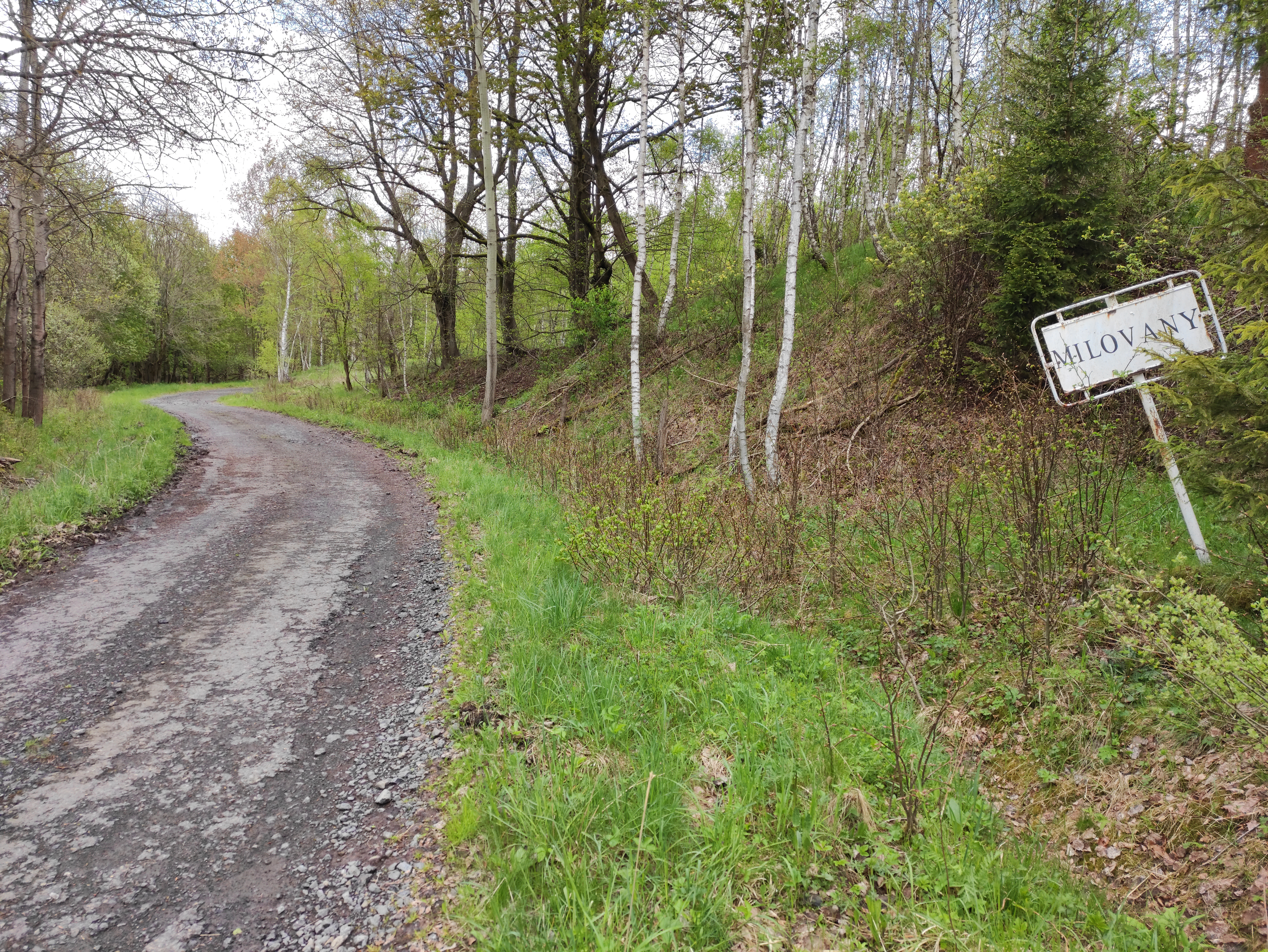
Milovany

## Další informace
Obvykle jedenkrát ročně mohou být Milovany a její okolí přístupné veřejnosti v rámci cyklo-turistické akce Bílý kámen.